# 小行星47005
小行星47005（47005 Chengmaolan）是一颗绕太阳运转的小行星，为主小行星带小行星。该小行星于1998年10月16日发现。
該小行星以中國科學院北京天文台第一任台長程茂蘭命名。

## 轨道参数
小行星47005的轨道半长轴为2.7049335 UA，离心率为0.204。